# Ciclismo ai Giochi della XXIX Olimpiade - Corsa in linea maschile
La Corsa in linea maschile dei Giochi della XXIX Olimpiade fu corsa il 9 agosto a Pechino, in Cina, ed affrontò un percorso totale di 245,4 km. Alla gara presero parte 143 atleti, di cui 90 giunsero al traguardo. Venne vinta dallo spagnolo Samuel Sánchez, che terminò la gara in 6h23'49". L'argento è stato vinto dall'italiano Davide Rebellin, ma la medaglia gli è stata in seguito revocata a causa della positività al CERA accertata il 28 aprile 2009. Dopo quasi sette anni di attesa la decisione del CIO è stata rettificata restituendo a Rebellin il secondo posto a causa di irregolarità nella raccolta dei campioni anti doping, sebbene la medaglia non sia mai stata resa al ciclista italiano.

## Ordine d'arrivo
Nota: DNF ritirato, DNS non partito, DSQ squalificato.
| Pos. | Corridore             | Squadra       | Tempo    |
| ---- | --------------------- | ------------- | -------- |
| 1    | Samuel Sánchez        | Spagna        | 6h23'49" |
| DSQ  | Davide Rebellin       | Italia        | s.t.     |
| 2    | Fabian Cancellara     | Svizzera      | s.t.     |
| 3    | Aleksandr Kolobnev    | Russia        | s.t.     |
| 4    | Andy Schleck          | Lussemburgo   | s.t.     |
| 5    | Michael Rogers        | Australia     | s.t.     |
| 6    | Santiago Botero       | Colombia      | a 12"    |
| 7    | Mario Aerts           | Belgio        | s.t.     |
| 8    | Michael Barry         | Canada        | a 16"    |
| 9    | Robert Gesink         | Paesi Bassi   | a 18"    |
| 10   | Levi Leipheimer       | Stati Uniti   | a 20"    |
| 11   | Chris Sørensen        | Danimarca     | a 22"    |
| 12   | Alejandro Valverde    | Spagna        | s.t.     |
| 13   | Jérôme Pineau         | Francia       | s.t.     |
| 14   | Cadel Evans           | Australia     | s.t.     |
| 15   | Przemysław Niemiec    | Polonia       | s.t.     |
| 16   | Christian Vande Velde | Stati Uniti   | a 30"    |
| 17   | Paolo Bettini         | Italia        | a 35"    |
| 18   | Vladimir Karpec       | Russia        | a 1'10"  |
| 19   | Murilo Fischer        | Brasile       | a 2'28"  |
| 20   | Fabian Wegmann        | Germania      | s.t.     |
| 21   | Erik Hoffmann         | Namibia       | s.t.     |
| 22   | Christian Pfannberger | Austria       | s.t.     |
| 23   | Gustav Larsson        | Svezia        | s.t.     |
| 24   | Nicki Sørensen        | Danimarca     | s.t.     |
| 25   | Radoslav Rogina       | Croazia       | s.t.     |
| 26   | John-Lee Augustyn     | Sud Africa    | s.t.     |
| 27   | Nuno Ribeiro          | Portogallo    | s.t.     |
| 28   | Ignatas Konovalovas   | Lituania      | s.t.     |
| 29   | Jackson Rodríguez     | Venezuela     | s.t.     |
| 30   | Matthew Lloyd         | Australia     | s.t.     |
| 31   | Kurt Asle Arvesen     | Norvegia      | s.t.     |
| 32   | Kanstancin Siŭcoŭ     | Bielorussia   | s.t.     |
| 33   | Rémi Pauriol          | Francia       | s.t.     |
| 34   | Tadej Valjavec        | Slovenia      | s.t.     |
| 35   | Jaroslav Popovyč      | Ucraina       | s.t.     |
| 36   | Simon Gerrans         | Australia     | s.t.     |
| 37   | Thomas Löfkvist       | Svezia        | a 2'36"  |
| 38   | Thomas Rohregger      | Austria       | s.t.     |
| 39   | George Hincapie       | Stati Uniti   | s.t.     |
| 40   | José Serpa            | Colombia      | a 2'38"  |
| 41   | Johan Vansummeren     | Belgio        | s.t.     |
| 42   | Fränk Schleck         | Lussemburgo   | s.t.     |
| 43   | Andrej Mizurov        | Kazakistan    | s.t.     |
| 44   | Roman Kreuziger       | Rep. Ceca     | a 2'46"  |
| 45   | Kim Kirchen           | Lussemburgo   | a 2'48"  |
| 46   | Moisés Aldape         | Messico       | a 4'19"  |
| 47   | Rein Taaramäe         | Estonia       | a 7'00"  |
| 48   | Carlos Sastre         | Spagna        | a 7'17"  |
| 49   | Franco Pellizotti     | Italia        | s.t.     |
| 50   | Sergej Lagutin        | Uzbekistan    | s.t.     |
| 51   | Hossein Askari        | Iran          | a 10'33" |
| 52   | Ruslan Pidhornyj      | Ukraina       | s.t.     |
| 53   | Julian Dean           | Nuova Zelanda | a 10'37" |
| 54   | Jacek Morajko         | Polonia       | s.t.     |
| 55   | Ryder Hesjedal        | Canada        | s.t.     |
| 56   | Matija Kvasina        | Croazia       | s.t.     |
| 57   | Marcus Ljungqvist     | Svezia        | s.t.     |
| 58   | Svein Tuft            | Canada        | s.t.     |
| 59   | Denis Men'šov         | Russia        | s.t.     |
| 60   | Jure Golčer           | Slovenia      | s.t.     |
| 61   | Ján Valach            | Slovacchia    | s.t.     |
| 62   | Marzio Bruseghin      | Italia        | s.t.     |
| 63   | Nicolas Roche         | Irlanda       | s.t.     |
| 64   | Laurens ten Dam       | Paesi Bassi   | s.t.     |
| 65   | Péter Kusztor         | Ungheria      | a 11'55" |
| 66   | Ivan Stević           | Serbia        | s.t.     |
| 67   | Gatis Smukulis        | Lettonia      | a 12'59" |
| 68   | Tanel Kangert         | Estonia       | s.t.     |
| 69   | Gonzalo Garrido       | Cile          | s.t.     |
| 70   | Edvald Boasson Hagen  | Norvegia      | s.t.     |
| 71   | André Cardoso         | Portogallo    | a 15'53" |
| 72   | Aljaksandr Kučynski   | Bielorussia   | s.t.     |
| 73   | Dainius Kairelis      | Lituania      | s.t.     |
| 74   | Petr Benčík           | Rep. Ceca     | s.t.     |
| 75   | Alexandr Pliuschin    | Moldavia      | s.t.     |
| 76   | Denys Kostyuk         | Ucraina       | s.t.     |
| 77   | Sergej Ivanov         | Russia        | s.t.     |
| 78   | Ghader Mizbani        | Iran          | s.t.     |
| 79   | David George          | Sud Africa    | s.t.     |
| 80   | Philip Deignan        | Irlanda       | s.t.     |
| 81   | Glen Chadwick         | Nuova Zelanda | s.t.     |
| 82   | Aljaksandr Usaŭ       | Bielorussia   | a 25'10" |
| 83   | Tomasz Marczyński     | Polonia       | s.t.     |
| 84   | Nebojša Jovanović     | Serbia        | s.t.     |
| 85   | Takashi Miyazawa      | Giappone      | a 31'35" |
| 86   | Rafâa Chtioui         | Tunisia       | a 39'15" |
| 87   | Park Sung-Baek        | Korea del Sud | s.t.     |
| 88   | Wu Kin San            | Hong Kong     | a 42'08" |
| 89   | Luciano Pagliarini    | Brasile       | a 44'38" |
| DNF  | David Zabriskie       | Stati Uniti   | -        |
| DNF  | Robert Hunter         | Sud Africa    | -        |
| DNF  | Alejandro Borrajo     | Argentina     | -        |
| DNF  | Niki Terpstra         | Paesi Bassi   | -        |
| DNF  | Matías Medici         | Argentina     | -        |
| DNF  | Daniel Petrov         | Bulgaria      | -        |
| DNF  | László Bodrogi        | Ungheria      | -        |
| DNF  | Horacio Gallardo      | Bolivia       | -        |
| DNF  | Jonathan Bellis       | Gran Bretagna | -        |
| DNF  | Raivis Belohvoščiks   | Lettonia      | -        |
| DNF  | Gerald Ciolek         | Germania      | -        |
| DNF  | Ahmed Belgasem        | Libia         | -        |
| DNF  | Zhang Liang           | Cina          | -        |
| DNF  | Juan José Haedo       | Argentina     | -        |
| DNF  | Hichem Chabane        | Algeria       | -        |
| DNF  | Roman Broniš          | Slovacchia    | -        |
| DNF  | Matej Jurčo           | Slovacchia    | -        |
| DNF  | Maxime Monfort        | Belgio        | -        |
| DNF  | Steve Cummings        | Gran Bretagna | -        |
| DNF  | Óscar Freire          | Spagna        | -        |
| DNF  | Karsten Kroon         | Paesi Bassi   | -        |
| DNF  | Roger Hammond         | Gran Bretagna | -        |
| DNF  | Jason McCartney       | Stati Uniti   | -        |
| DNF  | Vladimir Efimkin      | Russia        | -        |
| DNF  | Andrij Hrivko         | Ucraina       | -        |
| DNF  | Mario Contreras       | El Salvador   | -        |
| DNF  | Mehdi Sohrabi         | Iran          | -        |
| DNF  | Henry Raabe           | Costa Rica    | -        |
| DNF  | Jason McCartney       | Stati Uniti   | -        |
| DNF  | Fumiyuki Beppu        | Giappone      | -        |
| DNF  | Gabriel Rasch         | Norvegia      | -        |
| DNF  | Maksim Iglinskij      | Kazakistan    | -        |
| DNF  | Stuart O'Grady        | Australia     | -        |
| DNF  | Borut Božič           | Slovenia      | -        |
| DNF  | Evgenij Gerganov      | Bulgaria      | -        |
| DNF  | Patricio Almonacid    | Cile          | -        |
| DNF  | Timothy Gudsell       | Nuova Zelanda | -        |
| DNF  | Jurgen Van Den Broeck | Belgio        | -        |
| DNF  | Brian Vandborg        | Danimarca     | -        |
| DNF  | Christophe Brandt     | Belgio        | -        |
| DNF  | Vladimir Miholjević   | Croazia       | -        |
| DNF  | Lars Petter Nordhaug  | Norvegia      | -        |
| DNF  | Vincenzo Nibali       | Italia        | -        |
| DNF  | Bert Grabsch          | Germania      | -        |
| DNF  | Stef Clement          | Paesi Bassi   | -        |
| DNF  | Ben Swift             | Gran Bretagna | -        |
| DNF  | Rigoberto Urán        | Colombia      | -        |
| DNF  | Pierre Rolland        | Francia       | -        |
| DNF  | Cyril Dessel          | Francia       | -        |
| DNF  | Pierrick Fédrigo      | Francia       | -        |
| DNF  | Jens Voigt            | Germania      | -        |
| DNF  | Simon Špilak          | Slovenia      | -        |
| DNF  | Alberto Contador      | Spagna        | -        |
| DNF  | Stefan Schumacher     | Germania      | -        |